# Макеев, Борис Васильевич
Борис Васильевич Макеев (1918—2001) — старшина Рабоче-крестьянской Красной Армии, участник Великой Отечественной войны, Герой Советского Союза (1944).

## Биография
Борис Макеев родился 22 июня 1918 года в Москве. После окончания семи классов средней школы и школы фабрично-заводского ученичества работал сначала на ситценабивной фабрике, затем в «Метрострое». В 1939 году Макеев был призван на службу в Рабоче-крестьянскую Красную Армию. Участвовал в бессарабском походе РККА. С июня 1941 года — на фронтах Великой Отечественной войны. В боях два раза был ранен.
К лету 1944 года старшина Борис Макеев был механиком-водителем танка 307-го танкового батальона 107-й танковой бригады 2-й танковой армии 2-го Украинского фронта, сражался в составе экипажа старшего лейтенанта Фёдора Данкова. Во время Корсунь-Шевченковской операции он участвовал в отражении крупной немецкой танковой контратаки, во время которой Макеев был ранен, но, несмотря на это, починил свой повреждённый танк и продолжил сражаться. В боях за освобождение Молдавской ССР экипаж Данкова первым переправился через Днестр и принял активное участие в освобождении городов Флорешты и Бельцы. В тех боях экипаж уничтожил 3 танка, 9 артиллерийских орудий, 2 миномёта, 2 штаба немецких подразделений, захватив их знамёна, несколько складов, большое количество автомашин, солдат и офицеров противника.
Указом Президиума Верховного Совета СССР от 13 сентября 1944 года за «образцовое выполнение боевых заданий командования на фронте борьбы с немецкими захватчиками и проявленные при этом отвагу и геройство» старшина Борис Макеев был удостоен высокого звания Героя Советского Союза с вручением ордена Ленина и медали «Золотая Звезда» за номером 4498.
В боях на Одере Макеев получил тяжёлое ранение и на фронт больше не вернулся. В общей сложности за время войны он уничтожил 18 немецких танков. После окончания войны Макеев был демобилизован. Проживал в Москве, работал бригадиром гравёров по металлу на ситценабивной фабрике.
Умер 16 декабря 2001 года, похоронен на Даниловском кладбище Москвы (уч. 25).
Почётный гражданин города Бельцы. Был также награждён орденами Красного Знамени и Отечественной войны 1-й степени, рядом медалей.